# Euspondylus oreades
Euspondylus oreades là một loài thằn lằn trong họ Gymnophthalmidae. Loài này được Chávez, Duran & Venegas mô tả khoa học đầu tiên năm 2011.

## Hình ảnh

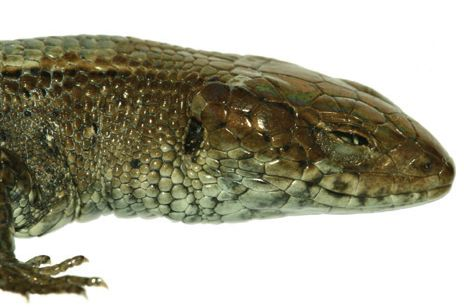
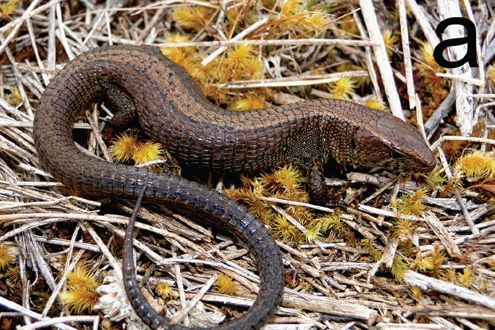